# 오클랜드녹색도마뱀붙이
오클랜드녹색도마뱀붙이(Naultinus elegans)는 오클랜드 그린 게코(Auckland green gecko)라고도 불리며, 황가로아(en:Whangaroa) 북쪽을 제외한 뉴질랜드 북섬의 북쪽 반절에만 서식하는 도마뱀붙이류의 일종이다.
이전에는 녹색도마뱀붙이의 아종에 함께 분류되었던 웰링턴녹색도마뱀붙이는 북섬의 남쪽 반절에 서식하며 서식범위(:en:Range (biology))는 서로 겹치지 않는다. 체장은 주둥이에서 항문까지 최대 145mm에 달한다. 그 외에도 오클랜드녹색은 웰링턴녹색보다 살짝 작고 더 가늘며, 발바닥과 발가락의 밑부분이 전자는 녹회색, 후자는 노란색이라는 차이점이 있다.

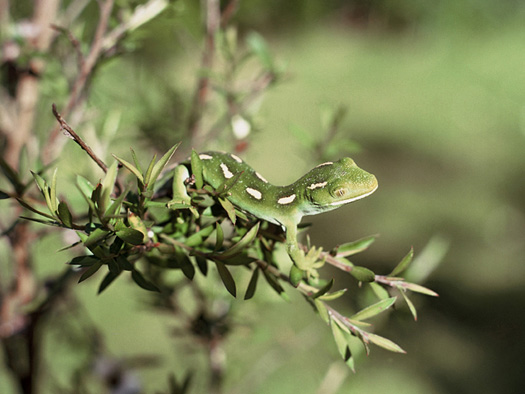
Naultinus elegans

## 보존 상태
2012년에 보존부(:en:Department of Conservation (New Zealand))에서 오클랜드녹색을 뉴질랜드멸종위기분류체계(:en:New Zealand Threat Classification System)의 '위험(At Risk)'에 분류하였다. 보존부는 이 녀석들이 감소가 점점 심해지거나 감소가 예상된다는 '위험' 위협 상태 기준을 충족시킨다고 판단하였다.

## 참고 문서
- 뉴질랜드의 도마뱀붙이류의 목록(영어판)